# Xinjiangovenator
Xinjiangovenator – rodzaj teropoda z grupy celurozaurów, należącego przypuszczalnie do nadrodziny tyranozauroidów (Tyrannosauroidea).
Żył w epoce wczesnej kredy (ok. 135–99 mln lat temu) na terenach wschodniej Azji. Długość ciała ok. 3 m, wysokość ok. 1,2 m. Jego szczątki znaleziono w Chinach.
Nazwa Xinjiangovenator znaczy „łowca z Xinjiang”, a epitet gatunkowy odnosi się do niewielkich rozmiarów zwierzęcia – parvus oznacza po łacinie „mały”.
Został opisany na podstawie kończyn tylnych (kość piszczelowa, kość strzałkowa, kość skokowa i kość piętowa), które początkowo były uważane za należące do fedrolozaura. Był to teropod podobny do bagaraatana i na tej podstawie spekuluje się o jego przynależności do tyranozauroidów. Szczątki Bagaraatan (tylko zęby) znaleziono na tym samym obszarze, ale nieco dalej. Nie można jednak wykluczyć, że są to szczątki zwierząt z tego samego gatunku. Xinjiangovenator prawdopodobnie był niewielkim lub średniej wielkości drapieżnikiem, polującym na takie dinozaury jak Psittacosaurus xinjiangensis, młode zauropody (znany z zębów azjatozaur) i Wuerhosaurus homheni, przez niektórych klasyfikowany jako gatunek z rodzaju Stegosaurus.

## Klasyfikacja
Bliższa pozycja systematyczna pozostaje nieznana, wiadomo jedynie, że Xinjiangovenator należał do celurozaurów. Pojawiły się sugestie, że jest bliskim krewnym późnokredowego mongolskiego Bagaraatan. Niektórzy naukowcy lokują oba rodzaje wśród tyranozaurydów, w podrodzinie Albertosaurinae. Rauhut i Xu przeprowadzili analizę kladystyczną, w której Bagaraatan i Xinjiangovenator należą do maniraptorów bliskim ptakom, bardziej zaawansowanych od terizinozaurydów i owiraptorozaurów, lecz mniej od deinonychozaurów. Jednak analiza ta może nie oddawać rzeczywistości – materiał porównawczy jest zbyt skąpy i nie da się jednoznacznie określić pozycji systematycznej obu rodzajów, dopóki nie znajdzie się więcej kości tych dinozaurów. Także pokrewieństwo Bagaraatan i Xinjiangovenator jest dyskusyjne - oba rodzaje łączą tylko dwie cechy budowy. Kości piszczelowe obu dinozaurów wyraźnie różnią się – Bagaraatan ma bardziej ptasią budowę.